# Playing the Angel
Playing the Angel — одиннадцатый студийный альбом британской группы Depeche Mode. Альбом был записан в нескольких студиях звукозаписи в период с января по июль 2005 года и был выпущен 13 октября того же года на лейбле Mute Records в Великобритании, а в США на лейблах Sire и Reprise Records. В поддержку альбома группа отправилась в концертное турне Touring the Angel.

## Об альбоме
Это первый альбом группы, на котором среди авторов упоминается Дэвид Гаан — тексты к трём композициям («I Want It All», «Suffer Well» и «Nothing’s Impossible») были написаны основным вокалистом группы.
Название взято из текста песни «The Darkest Star». Это четвёртый альбом Depeche Mode, название которого взято из текста песни. Предыдущими были Construction Time Again, Some Great Reward и Black Celebration.
Звук альбома гораздо жёстче, чем на его предшественнике Exciter. При записи альбома коллектив интенсивно использовал аналоговые синтезаторы, которые были выведены на первый план, потеснив цифровые на второй.
В середине июля 2005 года незавершенный клип на песню «Precious» был выложен в интернет. Предполагается, что утечка произошла через сайт производственной бригады, которая помогала группе в создании видео.
Во время студийных сессий была записана песня «Martyr», которая рассматривалась группой, как первый сингл с Playing the Angel. Но программист альбома Дейв МакКрэкен сказал, что песня не вписывалась в альбом из-за поп-звучания в сравнении с другими треками альбома. Позднее эта композиция вышла в качестве нового сингла к сборнику лучших хитов The Best Of, Volume 1.
В поддержку альбома группа в 2005—2006 годах провела турне под названием «Touring the Angel», посетив, в том числе, Москву и Санкт-Петербург.
Альбом вышел в обычном CD-варианте, а также в ограниченном SACD/DVD-издании, которое включало альбом на гибридном многоканальном SACD в качестве основного диска, и бонусный DVD с эксклюзивным студийным исполнением песни «Clean» (с альбома Violator), фотогалереей, документальным фильмом о создании альбома и 5.1-канальным вариантом альбома для прослушивания на обычном DVD-проигрывателе. UMD-версия для PlayStation Portable содержала небольшой фильм о процессе создания альбома, видеоклип на песню «Precious», эксклюзивную версию песни «Clean» и фотогалерею.
iTunes-издание имеет несколько бонусов, в том числе вариант песни «Waiting for the Night» и видеоклип на песню «Precious». Люди, предварительно заказавшие альбом на iTunes и Ticketmaster, участвовали в розыгрыше билетов на концерты группы в рамках мирового турне «Touring the Angel».

## Обложка
На обложке альбома изображено маленькое создание по имени Табби Гот (англ. Tubby Goth) (так называют его участники группы) или Мистер Фезерс (англ. Mister Feathers) — в переводе «Господин Перья» (так называют его фанаты). Дизайном обложки занимался Антон Корбайн.

## Отзывы критиков
| Оценки критиков      | Оценки критиков |
| Источник             | Оценка          |
| -------------------- | --------------- |
| AllMusic             | [ 5 ]           |
| Blender              | [ 6 ]           |
| Entertainment Weekly | (B)             |
| The Guardian         | [ 8 ]           |
| Pitchfork Media      | (7.0/10)        |
| Rolling Stone        | [ 10 ]          |
| Stylus Magazine      | A−              |
| The Times            | [ 12 ]          |
| Yahoo! Music UK      | [ 13 ]          |

Со стороны критиков Playing the Angel получил в основном положительные отзывы. E! Online и Entertainment Weekly высоко оценили альбом. Сайт инди-музыки Pitchfork также положительно оценил альбом Playing the Angel, но отметил отсутствие существенной новизны в звучании. Тем не менее были некоторые негативные отзывы. Так например, журнал Rolling Stone дал работе лишь 2,5 бала из 5. Это даже ниже, чем получил Exciter, весьма холодно встреченный критикой.
Playing the Angel занял 20 место среди лучших альбомов 2005 года по версии E! Online и 68 место среди лучших 97 альбомов 2005 года по версии «Woxy 97.7».
Альбом был радостно встречен фанатами, так как, по мнению многих, Depeche Mode вернулись к присущему им стилю. Однако альбом является весьма новаторским. С другой стороны, многие поклонники оказались разочарованными новым сочетанием мягкого звучания группы с резкими звуками. Также фанаты группы раскритиковали CD-издание за постепенное увеличение громкости, которое портило качество звучания.

## Коммерческий успех
В Великобритании альбом дебютировал на 6 месте, а в США на 7 месте в Billboard 200, оставаясь шестнадцать недель в чарте с проданным тиражом 98 000 экземпляров за первую неделю. По данным на ноябрь 2007 года альбом был продан в 418 000 экземпляров в США. По данным EMI, на январь 2007 года альбом был продан тиражом в 1,6 млн экземпляров по всему миру (кроме США и Канады).
К апрелю 2007 года в Германии, альбом был продан 500 000 тиражом, став дважды платиновым. В Великобритании за 190 000 экземпляров Playing the Angel получил золотой статус. Также альбом стал золотым в Канаде за 50 000 проданных там дисков. Общее число официальных продаж составило 3 543 000 экземпляров.

## Список композиций
Все тексты написаны Мартином Гором, кроме отмеченных, вся музыка написана Depeche Mode, кроме отмеченных.
| №                   | Название                  | Автор(ы)                                 | Длительность |
| ------------------- | ------------------------- | ---------------------------------------- | ------------ |
| 1.                  | «A Pain That I’m Used To» |                                          | 4:11         |
| 2.                  | «John the Revelator»      |                                          | 3:42         |
| 3.                  | «Suffer Well»             | Дэйв Гаан Кристиан Айгнер Эндрю Филлпотт | 3:49         |
| 4.                  | «The Sinner in Me»        |                                          | 4:56         |
| 5.                  | «Precious»                |                                          | 4:10         |
| 6.                  | «Macro»                   |                                          | 4:03         |
| 7.                  | «I Want It All»           | Гаан Айгнер Филлпотт                     | 6:09         |
| 8.                  | «Nothing’s Impossible»    | Гаан Айгнер Филлпотт                     | 4:21         |
| 9.                  | «Introspectre»            |                                          | 1:42         |
| 10.                 | «Damaged People»          |                                          | 3:29         |
| 11.                 | «Lilian»                  |                                          | 4:49         |
| 12.                 | «The Darkest Star»        |                                          | 6:55         |
| Общая длительность: | Общая длительность:       | Общая длительность:                      | 52:16        |

| №                   | Название                                                                | Длительность |
| ------------------- | ----------------------------------------------------------------------- | ------------ |
| 1.                  | «Playing the Angel (в формате 5.1 и стерео)»                            | 52:40        |
| 2.                  | «Making the Angel» (короткометражный фильм о процессе создания альбома) | 8:25         |
| 3.                  | «Precious» (видеоклип)                                                  | 4:04         |
| 4.                  | «Clean» (Bare)                                                          | 3:45         |
| Общая длительность: | Общая длительность:                                                     | 121:10       |

- Бонусный DVD-диск также включает в себя фотогалерею. UMD-релиз альбома содержит тот же материал, что и бонусный DVD, за исключением альбома в формате 5.1 и стерео.

| №                   | Название                                            | Длительность |
| ------------------- | --------------------------------------------------- | ------------ |
| 13.                 | «Free»                                              | 5:11         |
| 14.                 | «Waiting for the Night» (Bare)                      | 4:20         |
| 15.                 | «Newborn»                                           | 5:35         |
| 16.                 | «Newborn» (Foster Remix by Kettel)                  | 5:23         |
| 17.                 | «Better Days»                                       | 2:29         |
| 18.                 | «Better Days» (Basteroid "Dance Is Gone" Vocal Mix) | 7:13         |
| 19.                 | «Better Days» (Basteroid "Dance Is Gone" Remix)     | 7:11         |
| Общая длительность: | Общая длительность:                                 | 90:57        |

| №                   | Название            | Длительность |
| ------------------- | ------------------- | ------------ |
| 13.                 | «Free»              | 5:13         |
| Общая длительность: | Общая длительность: | 57:29        |

## Участники записи
- Depeche Mode:
  - Дэвид Гаан — вокал, бэк-вокал в «Macro», музыка/слова (3, 7, 8)
  - Мартин Гор — гитара, бас-гитара в «Suffer Well», клавишные, слайд-гитара в «The Darkest Star», бэк-вокал, основной вокал в «Macro» и «Damaged People».
  - Эндрю Флетчер — клавишные, бас-гитара
- Приглашённые музыканты:
  - Бен Хиллер — продюсер, сведение, инженер
  - Стив Фицморис — сведение
  - Дэйв Мак-Крэкен — клавишные, программирование, пианино в «The Darkest Star»
  - Ричард Моррис — программирование, инженер
  - Кристиан Айгнер — программирование в «Suffer Well», «I Want It All» и «Nothing’s Impossible», музыка/слова.
  - Эндрю Филлпотт — программирование в «Suffer Well», «I Want It All» и «Nothing’s Impossible», музыка/слова.

## Позиции в хит-парадах
| Чарт (2005)               | Высшая позиция |
| ------------------------- | -------------- |
| Австралия                 | 45             |
| Австрия                   | 1              |
| Бельгия (Фландрия)        | 4              |
| Канада                    | 3              |
| Чехия                     | 1              |
| Дания                     | 1              |
| European Top 100 Albums   | 1              |
| Финляндия                 | 1              |
| Франция                   | 1              |
| Германия                  | 1              |
| Венгрия                   | 1              |
| Ирландия                  | 15             |
| Италия                    | 1              |
| Япония                    | 104            |
| Мексика                   | 3              |
| Норвегия                  | 1              |
| Польша                    | 1              |
| Португалия                | 1              |
| Испания                   | 2              |
| Швеция                    | 1              |
| Швейцария                 | 1              |
| Великобритания            | 6              |
| США Billboard 200         | 7              |
| США Top Electronic Albums | 1              |

| Чарт (2005)               | Позиция |
| ------------------------- | ------- |
| Австрия                   | 54      |
| Бельгия (Фландрия)        | 53      |
| Бельгия (Валлония)        | 16      |
| Дания                     | 43      |
| Финляндия                 | 26      |
| Франция                   | 57      |
| Германия                  | 22      |
| Венгрия                   | 27      |
| Мексика                   | 81      |
| Швеция                    | 40      |
| Швейцария                 | 30      |
| США Top Electronic Albums | 2       |

## Сертификации и продажи
| Регион | Сертификация  | Продажи    |
| --- | ------------- | ---------- |
| Аргентина (CAPIF) | Золотой       | 20 000^    |
| Австрия (IFPI Austria)                                                                                                   | Золотой       | 15 000*    |
| Канада (Music Canada) | Золотой       | 50 000^    |
| Дания (IFPI Danmark) | Золотой       | 20 000^    |
| Финляндия (Musiikkituottajat)                                                                                            | Золотой       | 16,777     |
| Франция (SNEP) | Платиновый    | 200 000*   |
| Германия (BVMI) | 2× Платиновый | 400 000^   |
| Греция (IFPI Greece) | Золотой       | 10 000^    |
| Венгрия (Mahasz) | Платиновый    | 10 000^    |
| Италия · sales in 2005                                                                                                   | —             | 168,000    |
| Мексика (AMPROFON) | Золотой       | 50 000^    |
| Польша (ZPAV) | Платиновый    | 32,000     |
| Португалия (AFP) | Золотой       | 10 000^    |
| Россия (NFPF) | 3× Платиновый | 60 000*    |
| Испания (PROMUSICAE) | Платиновый    | 100 000^   |
| Швеция (GLF) | Золотой       | 30 000^    |
| Великобритания (BPI) | Золотой       | 100 000^   |
| США | —             | 418,000    |
| Итого |               |            |
| Европа (IFPI) | Платиновый    | 1 000 000* |
| Мир | —             | 1,600,000  |
| * Данные о продажах приведены только на основе сертификации. ^ Данные о тиражах приведены только на основе сертификации. |               |            |